# Prix littéraires du Gouverneur général 2007
Les finalistes aux Prix littéraires du Gouverneur général pour 2007, un des principaux prix littéraires canadiens, ont été annoncés le 16 octobre 2007. Les lauréats ont été annoncés le 27 novembre 2007.

## Français

### Prix du Gouverneur général: romans et nouvelles de langue française
- Sylvain Trudel, La Mer de la tranquillité
- Esther Croft, Le Reste du temps
- Robert Lalonde, Espèces en voie de disparition
- Anthony Phelps, La Contrainte de l’inachevé
- Hélène Rioux, Mercredi soir au bout du monde

### Prix du Gouverneur général: poésie de langue française
- Serge Patrice Thibodeau, Seul on est
- Martine Audet, Les Manivelles
- Mario Brassard, La Somme des vents contraires
- Catherine Fortin, Le silence est une voie navigable
- Rino Morin Rossignol, Intifada du cœur

### Prix du Gouverneur général: théâtre de langue française
- Daniel Danis, Le Chant du Dire-Dire
- Sébastien Harrisson, Floes et D’Alaska
- Steve Laplante, Le Long de la Principale
- Suzanne Lebeau, Souliers de sable
- Wajdi Mouawad, Assoiffés

### Prix du Gouverneur général: études et essais de langue française
- Annette Hayward, La Querelle du régionalisme au Québec (1904-1931) : Vers l’autonomisation de la littérature québécoise
- Roland Bourneuf, Pierres de touche
- Denise Brassard, Le Souffle du passage : Poésie et essai chez Fernand Ouellette
- André Cellard, Une toupie sur la tête : Visages de la folie à Saint-Jean-de-Dieu
- Michel Cormier, La Russie des illusions : Regard d’un correspondent

### Prix du Gouverneur général: littérature jeunesse de langue française - texte
- François Barcelo, La Fatigante et le Fainéant
- Sophie Gironnay, Philou, architecte et associés
- André Leblanc, L’Envers de la chanson: des enfants au travail 1850-1950
- Sylvain Meunier, Piercings sanglants
- Hélène Vachon, Les Saisons vues par Schouster

### Prix du Gouverneur général: littérature jeunesse de langue française - illustration
- Geneviève Côté, La Petite Rapporteuse de mots
- Stéphane-Yves Barroux, Superbricoleur : Le Roi de la clef à molette
- Manon Gauthier, Ma maman du photomaton
- Caroline Merola, Une nuit en ville
- Daniel Sylvestre, Ma vie de reptile

### Prix du Gouverneur général: traduction de l'anglais vers le français
- Lori Saint-Martin et Paul Gagné, Dernières Notes (Tamas Dobozy, Last Notes and Other Stories)
- Suzanne Anfossi, Trudeau : Citoyen du monde, tome 1: 1919-1968 (John English, Citizen of the World: The Life of Pierre Elliott Trudeau, Volume One: 1919-1968)
- Marie Frankland, La Chaise berçante (A. M. Klein, The Rocking Chair)
- Claudine Vivier, Pas l’ombre d’une trace (Norah McClintock, Not a Trace)
- Sophie Voillot, La Fin de l’alphabet (C. S. Richardson, The End of the Alphabet)

## Anglais

### Prix du Gouverneur général: romans et nouvelles de langue anglaise
- Michael Ondaatje, Divisadero

### Prix du Gouverneur général: poésie de langue anglaise
- Don Domanski, All Our Wonder Unavenged

### Prix du Gouverneur général: théâtre de langue anglaise
- Colleen Murphy, The December Man

### Prix du Gouverneur général: études et essais de langue anglaise
- Karolyn Smardz Frost, I've Got a Home in Glory Land: A Lost Tale of the Underground Railroad

### Prix du Gouverneur général: littérature jeunesse de langue anglaise - texte
- Iain Lawrence, Gemini Summer

### Prix du Gouverneur général: littérature jeunesse de langue anglaise - illustration
- Duncan Weller, The Boy from the Sun

### Prix du Gouverneur général: traduction du français vers l'anglais
- Nigel Spencer, Augustino and the Choir of Destruction (Marie-Claire Blais, Augustino et le Chœur de la destruction)